# Spoorijzer

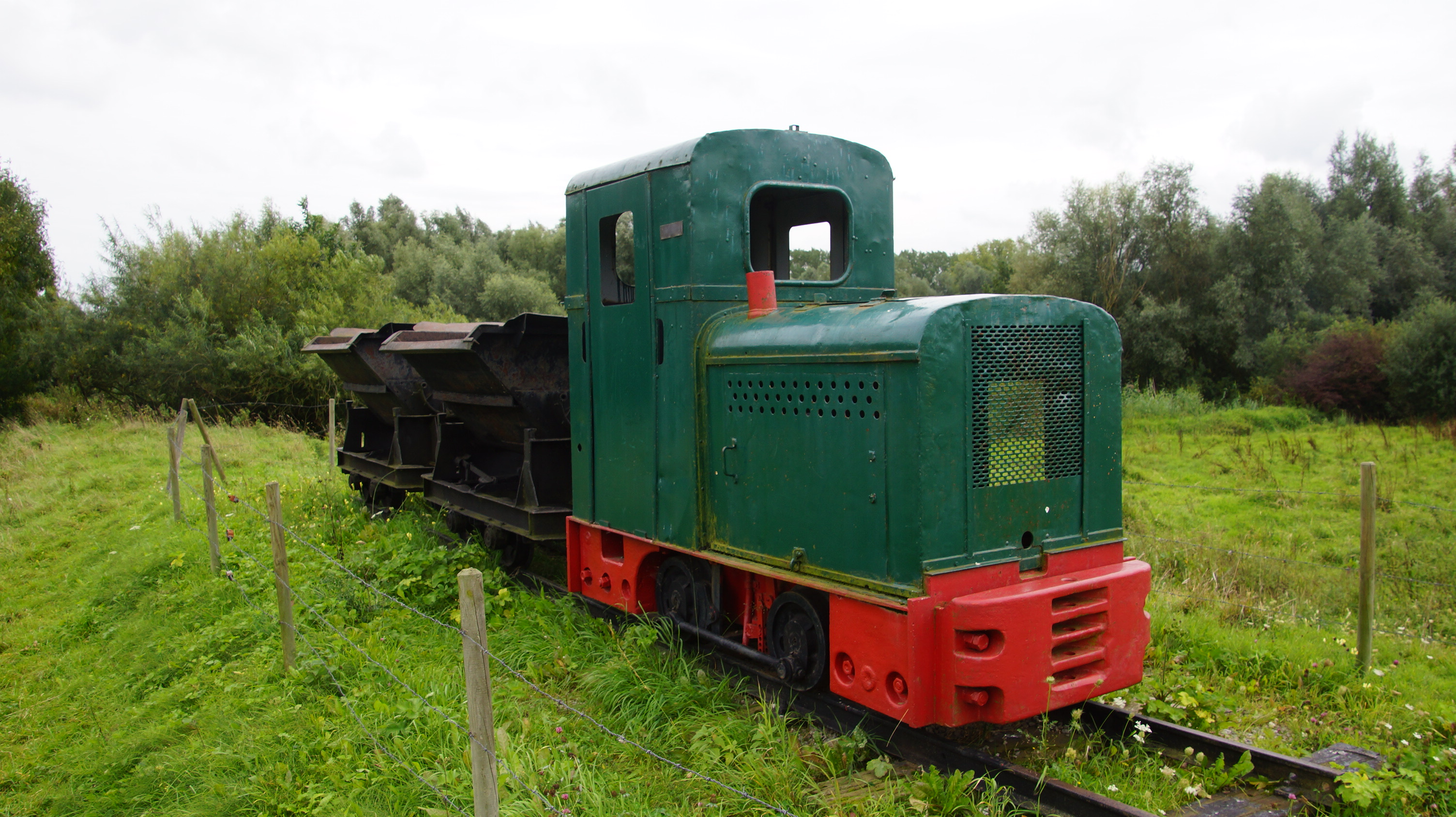
Spoorijzer N.V. Delft, Seriennummer 1252, Baujahr 1956

Spoorijzer N.V., oder abgekürzt SIJ für NV Spoorwegmaterieel en IJzerconstructie, war ein Hersteller von Schmalspureisenbahnen in Delft, Niederlande.

## Geschichte
Am 4. November 1912 wurde die J.C. Goudriaan's Industrie- en Exportmaatschappij gegründet.
Das Unternehmen baute in den 1950er Jahren ungefähr 100 Schienentraktoren, die unter anderem in Ziegeleien verwendet wurden, um Pferde zu ersetzen. Insgesamt wurden etwa 160 Schmalspurlokomotiven und darüber hinaus viele Loren gebaut. Die letzten SIJ-Gebäude wurden nach mehreren Geschäftsübernahmen 1977 geschlossen.